# 樊建荣
樊建荣（1963年—）籍贯不详，中国人民解放军少将。

## 生平
1963年，樊建荣出生。1979年，樊建荣考入太原理工大学。毕业后进入西安中国人民解放军空军导弹学院，两年后被分配到石家庄的中国人民解放军某部服役。1999年，在首都各界庆祝中华人民共和国成立50周年大会阅兵中，他担任方队长。2009年，在首都各界庆祝中华人民共和国成立60周年大会阅兵中，他担任组织者。2015年，在纪念中国人民抗日战争暨世界反法西斯战争胜利70周年大会阅兵中，中国人民解放军北京军区空军导弹某师师长樊建荣担任地空导弹第1方队领队。2017年，樊建荣大校任中国人民解放军中部战区联合参谋部参谋长助理。2017年7月，在庆祝中国人民解放军建军90周年阅兵联合指挥部担任副总指挥。